# Чкаловская (станция метро, Санкт-Петербург)
«Чка́ловская» — станция Петербургского метрополитена. Входит в состав Фрунзенско-Приморской линии, расположена между станциями «Спортивная» и «Крестовский остров». До ввода в эксплуатацию участка «Достоевская» — «Спасская» 7 марта 2009 года эксплуатировалась в составе Правобережной линии.
Станция открыта 15 сентября 1997 года в составе участка «Садовая» — «Чкаловская». Названа по одноимённому проспекту.

## Наземные сооружения

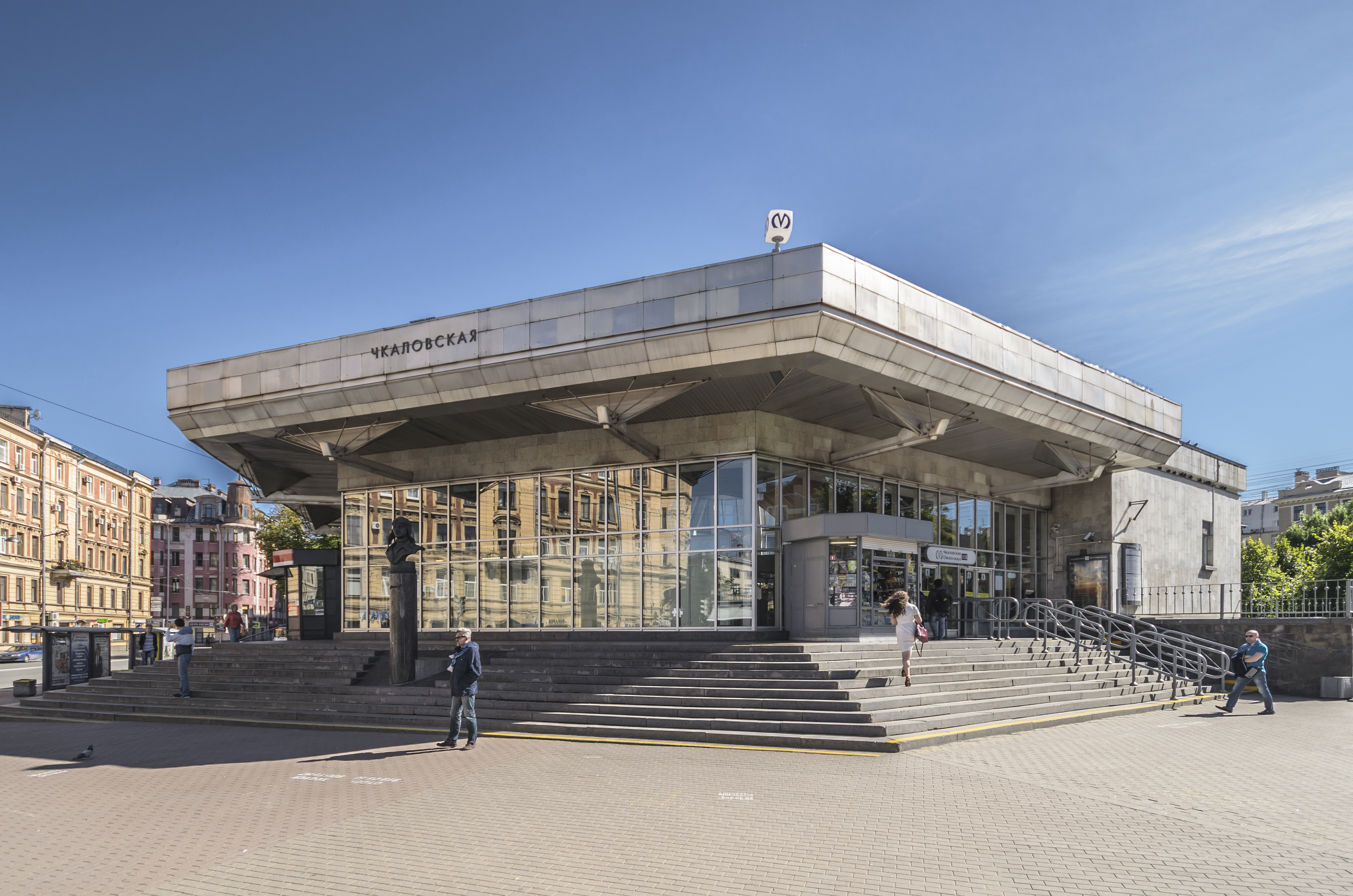
Павильон станции в 2015 году

Павильон станции стоит на стилобате и располагается на пересечении Большой Зелениной улицы и Чкаловского проспекта. На ступенях, ведущих ко входу на станцию, установлен бюст В. П. Чкалова работы скульптора В. Свешникова. В вестибюле есть выход на Ропшинскую улицу, который в данный момент не используется, а над эскалаторным ходом расположен большой балкон, соединяющий служебные помещения.

## Подземные сооружения
«Чкаловская» — односводчатая станция глубокого заложения (глубина ≈ 60 м). Выполнена по проекту архитекторов В. С. Волонсевича и А. С. Константинова.
Тематика художественного оформления станции посвящена авиации. Торец подземного зала украшает витраж с изображением человека, чей силуэт плавно переходит в очертания самолета. Рисунок на посадочной платформе напоминает разметку на аэродроме, а металлические светильники над путями стилизованы под конструктивные элементы самолёта АНТ-6. Светильники на эскалаторной галерее выполнены в виде пропеллеров.
Оригинальные указатели на станции были выполнены вместе со скамейками, расположенными в центре зала. Позднее, в рамках информационного переоснащения станций, они были заменены на стандартные для станций-односводов указатели. Путевые двери, выполненные из алюминия, по форме и рисунку напоминают двери, установленные на путевых стенах станции «Политехническая».
Наклонный ход, в котором расположены три эскалатора, расположен в северном торце станции. Светильники установлены на своде наклонного хода.

## В кино
- В 2000 году на станции снималась часть клипа группы «Демо» «Я делаю вдох»[1].
- В 2006 году станция «снималась» в фильме «Питер FM» (реж. О. Бычкова). Герои назначали встречу у памятника Чкалову.
- В 1997 году станция упоминалась в телесериале «Улицы разбитых фонарей» (серия «Охота на крыс»). Согласно сюжету, возле неё был расстрелян автомобиль, перевозивший крупную сумму денег для одной из фирм.

## Путевое развитие
За станцией примерно посередине перегона расположен пошёрстный съезд.
Съезд был экстренно встроен на большом отдалении от станции из-за необходимости выполнить пуск в срок. Изначально конечной станцией должна была стать станция «Крестовский остров» и планировалось, что станция будет без путевого развития.

## Наземный транспорт

### Автобусные маршруты
| №   | Пересадки | Конечный пункт 1           | Конечный пункт 2    |
| --- | --- | -------------------------- | ------------------- |
| 1   | Приморская Горный институт Василеостровская Спортивная Петроградская Чёрная речка | Наличная улица             | Новосибирская улица |
| 14  | Крестовский остров | Крестовский остров         | Выборгская          |
| 25  | Крестовский остров Петроградская Чёрная речка | Крестовский остров         | Вазаский переулок   |
| 185 | Лесная Петроградская | Ладожская Ладожский вокзал | Чкаловская          |
| 191 | Спортивная Адмиралтейская Невский проспект Гостиный двор Площадь Восстания Маяковская Московский вокзал Площадь Александра Невского Новочеркасская Проспект Большевиков Улица Дыбенко | Петроградская              | река Оккервиль      |